# Nuša Derenda
Nuša Derenda, właśc. Anuška Žnideršič (ur. 30 marca 1969 w Brežicach) – słoweńska piosenkarka i muzyk, reprezentantka Słowenii w 46. Konkursie Piosenki Eurowizji w 2001 roku.

## Dzieciństwo
Anuška Žnideršič wykazała zainteresowanie śpiewaniem w wieku dwóch lat. Jako dziecko śpiewała w chórach dziecięcych, uczęszczała do szkoły muzycznej i uczyła się gry na akordeonie. Tuż przed zakończeniem szkoły podstawowej dołączyła do lokalnego zespołu młodych muzyków. Na początku swojej kariery muzycznej Žnideršič pracowała także dorywczo jako nauczycielka w przedszkolu.

## Kariera muzyczna
W 1990 roku razem ze swoim kolegą i przyszłym mężem – Frenkiem założyła nowy zespół muzyczny, z którym koncertowała po krajach Jugosławii, a także w Niemczech i Szwajcarii oraz Stanach Zjednoczonych, gdzie wystąpiła trzykrotnie. W 1998 roku zaczęła pracę z zespołem Happy Hour. W tym czasie zaczęła występować jako Nuša Derenda.
W 1999 roku ukazał się jej debiutancki album solowy zatytułowany Vzemi me veter. Tytułowy singiel z płyty został napisany przez jej koleżankę Majdę Arh i zapewnił jej pierwsze miejsce w telewizyjnym konkursie Orion organizowanym w listopadzie 1998 roku. W tym samym czasie piosenkarka wystąpiła na festiwalu Slovenska popevka, podczas którego odebrała nagrodę w kategorii Najlepsza artystka, a także zaśpiewała na festiwalu Melodies of the Sea and the Sun (MMS), na którym zdobyła drugą nagrodę publiczności za utwór „Boginja”. W 2000 roku wygrała konkurs Orion 2000 z piosenką „Čez dvajset let”, a także otrzymała nagrodę publiczności podczas festiwalu MMS 2000 za numer „Ne kliči me”. W listopadzie wygrała pierwszą edycję HIT Festival z utworem „Ni mi žal”, który zapowiadał jej drugi album studyjny o tym samym tytule wydany miesiąc później.

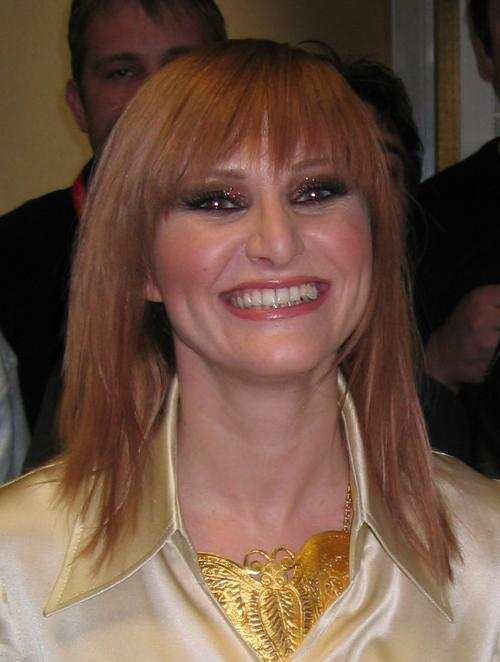
Nuša Derenda w 2006 roku

W 2001 roku zgłosiła się do udziału w krajowych eliminacjach eurowizyjnych z utworem „Ne, ni res”. Pod koniec lutego zaprezentowała go w półfinale selekcji i z pierwszego miejsca awansowała do finału, który ostatecznie wygrała po zdobyciu największej liczby punktów od jurorów i telewidzów, dzięki czemu została reprezentantką Słowenii w 46. Konkursie Piosenki Eurowizji organizowanym w Kopenhadze. 12 maja wystąpiła w finale widowiska z anglojęzyczną wersją swojej propozycji („Energy”) i zajęła ostatecznie siódme miejsce z 70 punktami na koncie.
Po udziale w Konkursie Piosenki Eurowizji wzięła udział w Międzynarodowym Festiwalu Golden Stag organizowanym w Brașov w Rumunii, podczas którego wygrała specjalną nagrodę Ministra Kultury za najlepszą interpretację piosenki w języku rumuńskim. Pod koniec listopada 2001 roku zaśpiewała na festiwalu Zadarfest w Chorwacji, podczas którego zajęła drugie miejsce w głosowaniu jurorów oraz odebrała nagrodę za najlepsze słowa piosenki. W tym samym roku otrzymała Wiktora Popularności w kategorii muzycznej w corocznym plebiscycie czytelników słoweńskiego magazynu Stop, a także zdobyła słoweńską statuetkę Złotego Koguta za utwór „Ni mi žal”.
W 2002 roku wygrała festiwal Slovenska popevka z piosenką „Pesek v oči”. Na początku grudnia tego samego roku wydała swoją trzecią płytę studyjną zatytułowaną Na stiri oci, na której ukazała się m.in. słoweńskojęzyczna wersja jej eurowizyjnego singla. W 2003 roku ponownie wzięła udział na festiwalu HIT Festival, który wygrała z piosenką „V ogenj zdaj obleci me” w głosowaniu jurorów na najlepszą muzykę i słowa.
W kwietniu 2004 roku ukazał się pierwszy album kompilacyjny Derendy zatytułowany Najvecje uspesnice 1998-2003, na którym znalazły się najpopularniejsze utwory w dorobku artystki wydane od 1998 roku. We wrześniu poprowadziła festiwal Slovenska popevka 2004 zorganizowany w teatrze Križanke w Lublanie. Od 6 do 12 września brała udział w 3. Konkursie Piosenki Śródziemnomorskiej „Megahit” 2004 z utworem „Devil”, z którym zajęła ostatecznie trzecie miejsce z 91 punktami na koncie.
W 2005 roku premierę miała jej nowa płyta studyjna zatytułowana Nuša za otroke, na której znalazły się piosenki dla dzieci. Trzy lata później piosenkarka wydała album zatytułowany Prestiž, a w sierpniu 2013 roku – szósty krążek długogrający pt. Za stare čase, na którym znalazło się trzynaście piosenek.
W styczniu 2016 roku ogłoszono, że piosenkarka została jedną z uczestniczek krajowych eliminacji eurowizyjnych EMA 2016. Piosenkarka wystąpiła z numerem 9 w finale preselekcji i nie awansowała do superfinału.

## Dyskografia
| - Vzemi me veter (1999) - Ni mi žal (2000) - Na stiri oci (2002) - Nuša za otroke (2005) - Prestiž (2008) - Za stare čase (2013) | - Najvecje uspesnice 1998-2003 (2004) |

### Single
- 1998 – „Usliši me nebo”
- 1999 – „Nekaj lepega je v meni”, „Vzemi me veter”
- 2000 – „Ne kliči me”, „Čez dvajset let”
- 2001 – „Ne, ni res”/„Energy”
- 2002 – „Pesek v oči”
- 2003 – „Prvič in zadnjič”
- 2004 – „Devil”, „V dobrem in v zlu”
- 2005 – „Noe, Noe”
- 2008 – „Danes vračam se”, „Za Slovenijo živim”
- 2010 – „Sanjajva”, „Kada zvijezda padne z neba, „Edina”
- 2011 – „Duša moje duše”, „Kakor ptica, kakor pesem”, „Nepremagljivi”, „Zavrtel si me”
- 2012 – „Ja u sebe vjerujem”, „Za stare čase”, „Naj nama sodi le nebo”, „Za nobeno ceno”, „Ona ve”, „Svako ima nekog (koga više nema)”
- 2014 – „Blues in vino”, „Noč čudežna”